# Victor Kulle
Henry Victor Kulle Andersson (namnet Kulle saknas i SDB), född 7 december 1896 i Vollsjö församling, Malmöhus län, död 11 november 1982 i Vanstads församling, Malmöhus län, var en svensk grafiker, tecknare, illustratör och trädgårdsarkitekt. 
Han var son till snickaren Hans Andersson-Kulle och hans hustru Elna. 
Kulle utbildade sig till trädgårdsarkitekt i Danmark och var som konstnär autodidakt. Separat ställde han ut på Österlens museum i Simrishamn, Ystads konstmuseum, Lilla konstsalongen i Malmö, Galleri Brinken i Stockholm och på Tomelilla konsthall. Han medverkade i ett stort antal samlingsutställningar bland annat med Skånes konstförening, Sveriges allmänna konstförening, Liljevalchs konsthall och Kulla konst i Höganäs. Hans konst består av stilleben, figurkompositioner, sagoteckningar och motiv från det skånska landskapet ofta utförda i form av träsnitt. Han var anlitad som illustratör för Sydsvenska Dagbladet. Kulle är representerad vid Moderna museet, Malmö museum, Ystads konstmuseum och Tomelilla konstsamling. Han är gravsatt på Vanstads nya kyrkogård.